# Línea 410 (Movibus)
La línea 410 de la red de autobuses interurbanos de la Región de Murcia (Movibus) une Campoamor con San Pedro del Pinatar.

## Características
Fue puesta en servicio el 3 de diciembre de 2021, con la entrada en vigor de la primera fase de Movibus. Heredó el recorrido de la línea pinatarense 4, prestada por la empresa Autocares La Inmaculada, siendo ampliada desde su terminal norte en Mil Palmeras hasta su cabecera actual en la Dehesa de Campoamor. 
El 4 de marzo de 2022, la línea modificó su itinerario y así establecer parada en la localidad de El Mojón.
Como particularidad, pese a ser una línea de titularidad autonómica, rebasa los límites territoriales de la Región de Murcia alcanzando la Comunidad Valenciana.
La línea no mantiene los mismos horarios todo el año, en verano aumentan el número de expediciones, además de los días excepcionales vísperas de festivo y festivos de Navidad en los que los horarios también cambian y se reducen. La línea solo presta servicios los sábados, domingos y festivos durante el periodo estival.
En los carteles electrónicos de los autobuses la línea aparece como 40 en vez de 410 para que se pueda mostrar correctamente el nombre del destino en el cartel. Esta misma medida se aplica en la línea 411.
Pertenece a la concesión RMU-004 "Metropolitana Cartagena-Mar Menor", y es operada por ALSA (TUCARSA).

## Horarios

### Invierno
| Lunes a viernes laborables |                       |
| Campoamor > San Pedro      | San Pedro > Campoamor |
| 08:00                      | 09:00                 |
| 10:00                      | 11:00                 |
| 13:00                      | 14:00                 |

### Verano
| Lunes a viernes laborables | Lunes a viernes laborables | Sábados laborables    | Sábados laborables    | Domingos y festivos   | Domingos y festivos   |
| Campoamor > San Pedro      | San Pedro > Campoamor      | Campoamor > San Pedro | San Pedro > Campoamor | Campoamor > San Pedro | San Pedro > Campoamor |
| 08:00                      | 09:00                      | 08:30                 | 13:00                 | 09:00                 | 14:30                 |
| 10:00                      | 11:00                      | 14:00                 | 15:00                 | 16:30                 | 20:30                 |
| 12:30                      | 13:15                      | 17:00                 | 20:00                 |                       |                       |
| 14:00                      | 17:00                      |                       |                       |                       |                       |
| 18:00                      | 19:00                      |                       |                       |                       |                       |
| 20:00                      |                            |                       |                       |                       |                       |

## Recorrido y paradas

### Sentido San Pedro del Pinatar
| Parada                                      | Común con            |
| ------------------------------------------- | -------------------- |
| Campoamor (C/ Saavedra Fajardo)             |                      |
| Mil Palmeras                                |                      |
| Mil Palmeras Centro - Av. Italia            |                      |
| Río Mar                                     |                      |
| Río Seco                                    |                      |
| Pueblo Latino                               |                      |
| Avda. Costa Blanca                          |                      |
| Las Monjas                                  |                      |
| Cruce Las Villas                            |                      |
| Pilar de la Horadada                        |                      |
| Cruce del Pilar                             |                      |
| El Mojón                                    |                      |
| Estación de Autobuses San Pedro del Pinatar | 46 47 48A 48B 49 411 |

### Sentido Campoamor
| Parada                                      | Común con            |
| ------------------------------------------- | -------------------- |
| Estación de Autobuses San Pedro del Pinatar | 46 47 48A 48B 49 411 |
| El Mojón                                    |                      |
| Cruce del Pilar                             |                      |
| Pilar de la Horadada                        |                      |
| Cruce Las Villas                            |                      |
| Las Monjas                                  |                      |
| Avda. Costa Blanca                          |                      |
| Pueblo Latino                               |                      |
| Río Seco                                    |                      |
| Río Mar                                     |                      |
| Mil Palmeras                                |                      |
| Campoamor (C/ Saavedra Fajardo)             |                      |